# 음성 언어
음성 언어(音聲言語, 영어: spoken language)는 명확한 말소리인 음성을 통해 나타낸 언어를 말한다. 인간의 의사소통 방식의 한 기초를 이루며, 쓰기를 통해 나타낸 문자 언어, 손짓을 통해 나타낸 수화와 함께 언어의 대표적인 3가지 양상 중 하나이다. 구두 언어 등으로도 일컫는다.

## 같이 보기
- 구어
- 음성학
- 문자 언어